# Танеко
ТАНЕКО (АО «ТАНЕКО»; сокращение от Татарстанский Нефтеперерабатывающий Комплекс) — российское предприятие нефтеперерабатывающей отрасли, включающее строящийся комплекс нефтеперерабатывающих и нефтехимических заводов в городе Нижнекамске Республики Татарстан.
Реализация комплекса заводов инициирована Правительством Республики Татарстан в 2005 году. Для реализации проекта в октябре 2005 года зарегистрировано ЗАО «Нижнекамский нефтеперерабатывающий завод», являвшееся заказчиком строительства. В июне 2007 года ЗАО «Нижнекамский НПЗ» изменило свое фирменное наименование на ОАО «ТАНЕКО». Главным координатором строительства комплекса, согласно решению Совета безопасности Республики Татарстан, определена компания «Татнефть», являющаяся инвестором проекта.

## Собственники и руководство

### Собственники
Единственным акционером АО «ТАНЕКО» является ПАО «Татнефть» им. В. Д. Шашина.

### Корпоративное управление
Высшим органом управления Общества является Общее собрание акционеров. За исключением вопросов, отнесенных к компетенции Общего собрания акционеров, решение вопросов общего руководства деятельностью Общества входит в компетенцию Совета директоров. Председателем Совета директоров АО «ТАНЕКО» является генеральный директор ПАО «Татнефть» им. В. Д. Шашина Наиль Маганов.

## История
Строительство нефтеперерабатывающего комплекса началось в 2005 году. Финансирование осуществлялось за счёт средств ПАО «Татнефть» им. В. Д. Шашина, а также за счёт заемных средств. Создание всей необходимой транспортной инфраструктуры осуществлялось с помощью механизма государственно-частного партнёрства. Новый комплекс НПЗ в Нижнекамске стал первым за последние 30 лет масштабным объектом нефтеперерабатывающего комплекса, построенным «с нуля».
До строительства ТАНЕКО в Нижнекамске уже существовала установка переработки нефти ЭЛОУ АВТ-7. Она была введена в строй в составе Нижнекамскнефтехима в 1979 году, и проект НПЗ 1997 года включал реконструкцию данной установки и строительство нескольких дополнительных установок. В настоящее время эта установка принадлежит ТАИФ-НК.
К 2010 году в строительство компанией Татнефть было вложено 79 млрд руб., 48 млрд из которых — в 2009 году.
В декабре 2011 года первая очередь Комплекса нефтеперерабатывающих и нефтехимических заводов введена в эксплуатацию. Выход «ТАНЕКО» на проектную мощность по переработке 7 млн тонн нефти позволил Татарстану в 2012 году занять шестое место среди регионов России по объемам нефтепереработки.
В 2013 году проведена модернизация производства, позволившая увеличить производительность ЭЛОУ-АВТ-7 (электрообессоливающей установки) до 115 %. Благодаря этому ТАНЕКО стал лидером среди других нефтеперерабатывающих предприятий России по загрузке установок.
Помимо ввода в эксплуатацию первого пускового комплекса велось строительство комбинированной установки гидрокрекинга, в состав которой входит установка по производству высококачественных базовых масел, которые ранее не производились в России. Она была возведена за четыре года. В церемонии запуска установки в декабре 2014 года приняли участие председатель Правительства Российской Федерации Дмитрий Медведев, президент Республики Татарстан Рустам Минниханов и мэр Нижнекамска Айдар Метшин. Установка рассчитана на годовую переработку 2,9 млн тонн сырьевой смеси с выпуском дизельного топлива класса 5, авиационного керосина марок ТС-1, РТ, Джет-А1, гидроочищенного газойля.
В июле 2014 года Правительством Российской Федерации «ТАНЕКО» включено в энергетическую стратегию России, рассчитанную до 2035 года.
3 июля 2016 года на ТАНЕКО в режим комплексного опробования оборудования запустили установку замедленного коксования мощностью по сырью 2 млн тонн в год. На УЗК будут перерабатывать гудрон и получать нафту, легкие и тяжелые газойли, газ (в собственные мощности) и кокс. Пуск установки позволил «ТАНЕКО» стать первым предприятием в России, которое смогло перейти на безмазутное производство, а также увеличить глубину переработки до 95 % и уйти от производства темных нефтепродуктов.
В ноябре 2016 года АО «ТАНЕКО» получило премию от Правительства Российской Федерации «за высокие показатели в области качества продукции и услуг и внедрение высокоэффективных методов менеджмента качества». Соответствующее постановление подписал премьер-министр Дмитрий Медведев.
В 2022 году ТАНЕКО поднялось на пятое место в рейтинге крупнейших нефтеперерабатывающих предприятий России. За последнее время на заводе введено более десятка современных мощностей, что позволило приблизиться к 100-процентной глубине переработки сырья. Объем переработки увеличился на треть и продолжает расти. Эти изменения существенно укрепили позиции ТАНЕКО на рынке, особенно по сравнению с 2022 годом, когда объем переработки составил 16,2 млн тонн нефти.

## Деятельность
За 2016 год произведено 9,09 млн тонн нефтепродуктов. В целом, с начала комплексного опробования первой очереди Комплекса по состоянию на конец 2016 года переработано 42,6 млн тонн нефтесырья. Численность персонала АО «ТАНЕКО» выросла до 3316 человек.
Вторую очередь комплекса ТАНЕКО планируется запустить в 2017 году. Ожидается увеличение мощности переработки нефти до 14 млн тонн в год.
25 января 2018 года были запущены новые установки по гидроочистке нафты и по изомеризации, что стало первым шагом к реализации на предприятии полномасштабной схемы производства автобензинов, соответствующих экологическому классу «Евро-5». В запуске принимал участие Президент Российской Федерации Владимир Путин. Данные установки позволяют получать высокооктановый экологически чистый компонент автобензинов, включая сырьё для установки каталитического риформинга, позволяющего выпускать высокооктановый компонент бензина и ароматические углеводороды.
За 2018 год произведено 10,1 млн тонн нефтепродуктов. В целом, за 2010—2018 годы переработано более 60 млн тонн нефтесырья. 
В 2023 году на комплексе было переработано 17,1 млн тонн нефти при сохранении выхода светлых нефтепродуктов на уровне 82% и глубины переработки 99,4%.
2 апреля 2024 года, на фоне российского вторжения на Украину, один БПЛА атаковал завод «Танеко», дрон повредил нефтеперерабатывающую установку, на которую приходится около половины производственной мощности завода. 